# معهد البروسي الرئيسي لطلاب الكلية الحربية

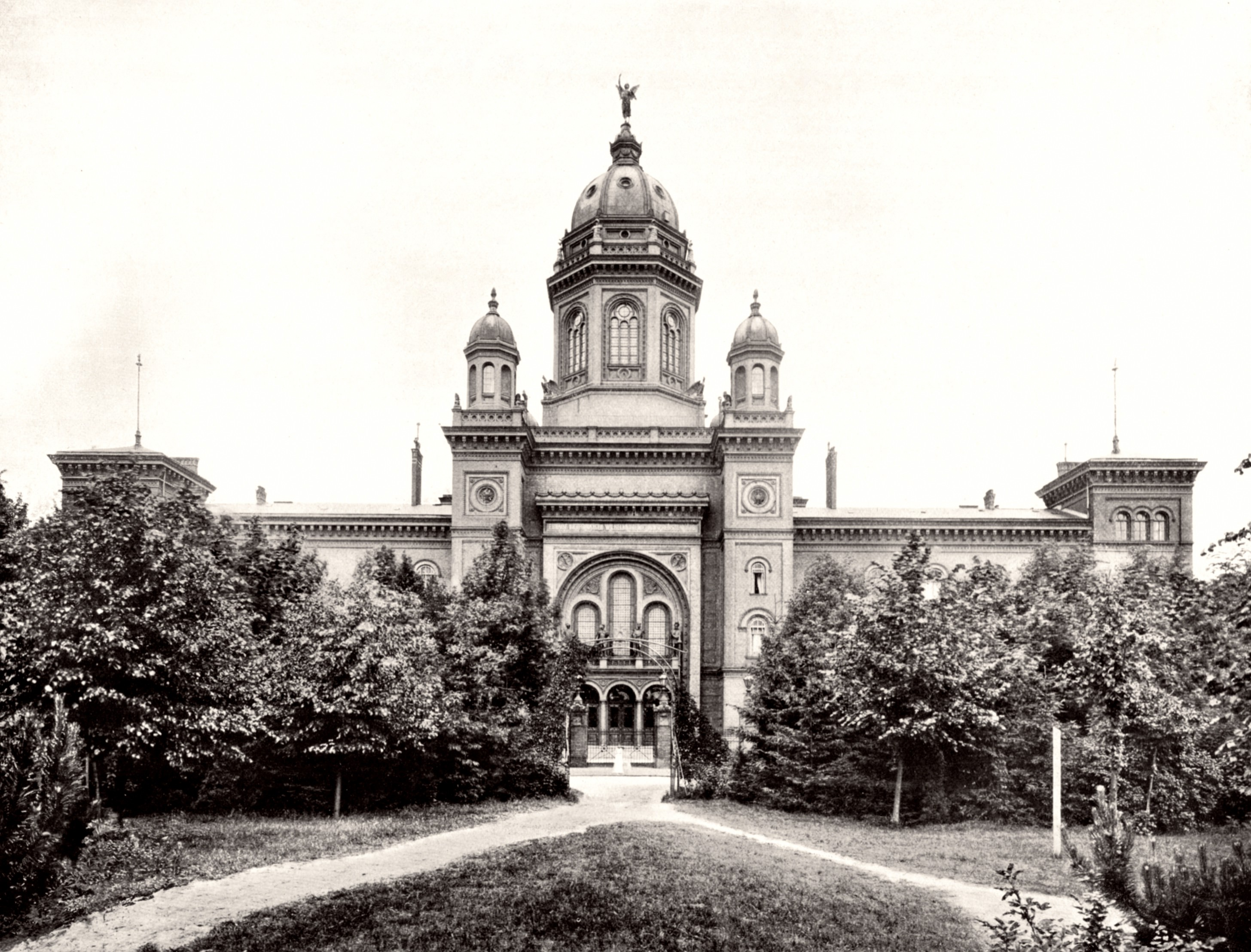
المدخل الرئيسي ومبنى الإدارة

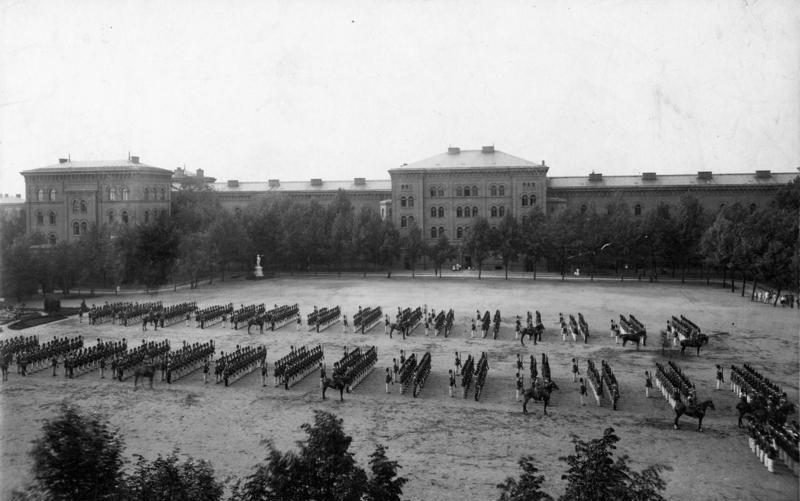
طلاب يستعدون لاستعراض عام 1906

معهد البروسي الرئيسي كاديت أو المعهد الملكي البروسي الرئيسي لطلاب الكلية الحربية في ليشترفيلد (برلين) بالقرب من برلين. كان فيلق الضباط الرئيسي في الأكاديمية العسكرية للجيش البروسي من 1882 إلى 1920. من عام 1933 حتى عام 1945 كان مجمع المباني يضم لايبشتاندارته أدولف هتلر . 

## الطلاب السابقين
- هانز كاهلي ، أحد قدامى المحاربين في الحرب العالمية الأولى ، والذي تحول إلى عضو في الحزب الشيوعي الألماني ، و المفوضية الشعبية للشؤون الداخلية spymaster ، وقائد كبير في الألوية الدولية للجيش الجمهوري الإسباني خلال الحرب الأهلية الإسبانية ، والسياسي في جمهورية ألمانيا الديمقراطية .
- مانفرد فون ريشتهوفن ( 1896-1918 ) ، الأسطوري في الحرب العالمية الأولى ، الملقب بـ "البارون الأحمر".